# World Games 2025/Teilnehmer (Bermuda)
| Gelbes Symbol für Goldmedaillen mit stilisierten Olympischen Ringen | Graues Symbol für Silbermedaillen mit stilisierten Olympischen Ringen | Braundes Symbol für Bronzemedaillen mit stilisierten Olympischen Ringen |
| ------------------------------------------------------------------- | --------------------------------------------------------------------- | ----------------------------------------------------------------------- |
| —                                                                   | —                                                                     | —                                                                       |

Bermuda nahm an den World Games 2025 mit einer Athletin teil.

## Teilnehmer nach Sportarten

### Wushu
| Athleten    | Wettbewerb      | Viertelfinale | Viertelfinale | Halbfinale                | Halbfinale                | Finale/Platz 3                | Finale/Platz 3 | Rang |
| Athleten    | Wettbewerb      | Gegner        | Ergebnis      | Gegner                    | Ergebnis                  | Gegner                        | Ergebnis       | Rang |
| ----------- | --------------- | ------------- | ------------- | ------------------------- | ------------------------- | ----------------------------- | -------------- | ---- |
| Frauen      |                 |               |               |                           |                           |                               |                |      |
| Krista Dyer | Sanda bis 70 kg | Freilos       | Freilos       | Seyedah Bagherzadehvaskas | Sieg nach Punktedifferenz | Kampf um Bronze: Menaalla Aly | 0:2            | 4    |